# Mylan
Mylan was een farmaceutisch bedrijf dat in 1961 is opgericht door Milan Puskar en Don Panozwerd. Het ontwikkelde zich tot een van de grootste producenten van generieke geneesmiddelen in de Verenigde Staten. Het bedrijf was genoteerd aan de NASDAQ-aandelenbeurs.
In november 2020 fuseerde het bedrijf met Upjohn, dat tot 2020 eigendom was van Pfizer. Door deze fusie ontstond het bedrijf Viatris.